# Milán-Mantua
La Milán-Mantua (en italiano Milano-Mantova), también llamada Trofeo Moschini, fue una competición ciclista de un solo día que se disputó entre las ciudades de Milán y Mantua. Las tres primeras ediciones se disputaron entre 1906 y 1908, pero se tudo que esperar hasta 1932 para que se volviera a disputar. En 1962 se corrió por última vez. .

## Palmarés
| Año                                                                  | Ganador             | Segundo             | Tercero            |
| -------------------------------------------------------------------- | ------------------- | ------------------- | ------------------ |
| 1906                                                                 | Giovanni Rossignoli | Giovanni Cuniolo    | Giulio Tagliavini  |
| 1907                                                                 | Giovanni Cuniolo    | Giovanni Rossignoli | Cesare Zanzottera  |
| 1908                                                                 | Battista Danesi     | Cesare Zanzottera   | Giovanni Cuniolo   |
| 1909-1931 ediciones no realizadas                                    |                     |                     |                    |
| 1932                                                                 | Carlo Bonfanti      | Adamo Dabini        | Ennio Migliorini   |
| 1933                                                                 | Fabio Battesini     | Vasco Bergamaschi   | Giacomo Gaioni     |
| 1934                                                                 | Enrico Bovet        | Mario Lusiani       | Isidoro Piubellini |
| 1935                                                                 | Vasco Reggianini    | Edgardo Scappini    | Franco Maggioni    |
| 1936                                                                 | Raffaele Di Paco    | Domenico Piemontesi | Vasco Bergamaschi  |
| 1937                                                                 | Renato Scorticati   | Fausto Montesi      | Adriano Vignoli    |
| 1938                                                                 | Francesco Albani    | Osvaldo Bailo       | Diego Marabelli    |
| 1939                                                                 | Adolfo Leoni        | Aldo Bini           | Osvaldo Bailo      |
| 1940                                                                 | Adolfo Leoni        | Gino Bartali        | Pietro Rimoldi     |
| 1941                                                                 | Luciano Succi       | Giovanni Corrieri   | Gino Bisio         |
| 1942                                                                 | Glauco Servadei     | Quirino Toccacelli  | Pietro Chiappini   |
| 1943                                                                 | Olimpio Bizzi       | Glauco Servadei     | Gino Bartali       |
| 1944-1945 ediciones no realizadas debido a la Segunda Guerra Mundial |                     |                     |                    |
| 1946                                                                 | Mario Ricci         | Adolfo Leoni        | Antonio Bevilacqua |
| 1947                                                                 | Quirino Toccacelli  | Antonio Covolo      | Alfredo Martini    |
| 1948-1953 ediciones no realizadas                                    |                     |                     |                    |
| 1954                                                                 | Giuseppe Calvi      | Germano Marinoni    | Mirko Clapparelli  |
| 1955-1956 ediciones no realizadas                                    |                     |                     |                    |
| 1957                                                                 | Leon Van Daele      | Gino Guerrini       | Alfredo Sabbadin   |
| 1958                                                                 | Rik Van Looy        | Jozef Schils        | Armando Pellegrini |
| 1959                                                                 | Pierino Baffi       | Willy Vannitsen     | Angelo Conterno    |
| 1960                                                                 | Giuseppe Vanzella   | Pierino Baffi       | Yvo Molenaers      |
| 1961                                                                 | Ercole Baldini      | Pierino Baffi       | Renato Giusti      |
| 1962                                                                 | Pierino Baffi       | Marino Vigna        | Renato Giusti      |

## Palmarés por países
| País    | Victorias |
| ------- | --------- |
| Italia  | 22        |
| Bélgica | 2         |